# Byadarahalli Kaval, Hassan
Byadarahalli Kaval là một làng thuộc tehsil Hassan, huyện Hassan, bang Karnataka, Ấn Độ.